# 詹保罗·法尔奇
詹保罗·法尔奇（義大利語：Giampaolo Farci，1937年7月1日—），意大利男子曲棍球运动员。他曾代表意大利国家队参加1960年夏季奥林匹克运动会曲棍球比赛，获得第十三名。